# Polifonia (literatura)
Em literatura, a polifonia é um conceito desenvolvido por Mikhail Bakhtin e se refere a um texto que contém uma pluralidade de vozes, de discursos, sem uma voz unificadora (como a do narrador) que se sobreponha às demais. Tomado de empréstimo da música, o termo se refere a um tipo de texto literário em que várias vozes se harmonizam de modo equipolente, isto é, tem o mesmo valor, não gravitam em torno de um centro, não há palavra final sobre os fatos.
Para Bakhtin, a prosa é o gênero polifônico por excelência, pois só ela, em oposição à poesia, permite a multiplicidade das vozes.